# Филип II фон Вианден
Филип II фон Вианден (на немски: Philipp II (III) von Vianden; * ок. 1280 във Вианден; † 1315 или 1316) е граф на Вианден и господар на Гримберген.

## Произход
Той е най-възрастният син на граф Готфрид I фон Вианден († 1312) и първата му съпруга Алайдис ван Ауденаарде (* ок. 1260; † 1305), дъщеря на Жан ван Ауденаарде († 1293/1294) и Матилда де Крецк († сл. 1296).

## Фамилия
Първи брак: с Луция фон Нойербург. Те вероятно нямат деца.
Втори брак: ок. 1304 г. с Аделхайд фон Арнсберг-Ритберг, дъщеря на граф Лудвиг фон Арнсберг († 1313) и Перонета (Петронела) фон Юлих († 1300). Те имат децата:
- Хайнрих II фон Вианден († септември 1337, убит във Фамагуста, Кипър), граф на Вианден, господар на Гримберген, женен 1335/1336 г. за маркграфиня Мария Фландрина дьо Намур от Фландрия (1322 – 1353)
- Аделхайд фон Вианден († 30 септември 1376), омъжена I. за Йохан фон Долендорф († пр. 1325), II. ок. 1331 г. за граф Ото II фон Насау-Диленбург († убит 1330)
- Готфрид († сл. 18 октомври 1352), господар на Корой, каноник в Кьолн и Утрехт
- Лудвиг (* 1308 или 1309; † 1343, убит в битка), каноник в Маастрихт (1325), Лиеж (1326), Кьолн (1329), провост в Мюнстерайфел (1330 – 1341), напуска 1341
- Герхард († ок. 1339), женен пр. 16 октомври 1326 г. за Елизабет ван Леефдаел († 1347/1353)
- Матилда († сл. 1339), омъжена 1300 г. за Фридрих I фон Долендорф († 1342)